# Nghĩa trang Père-Lachaise

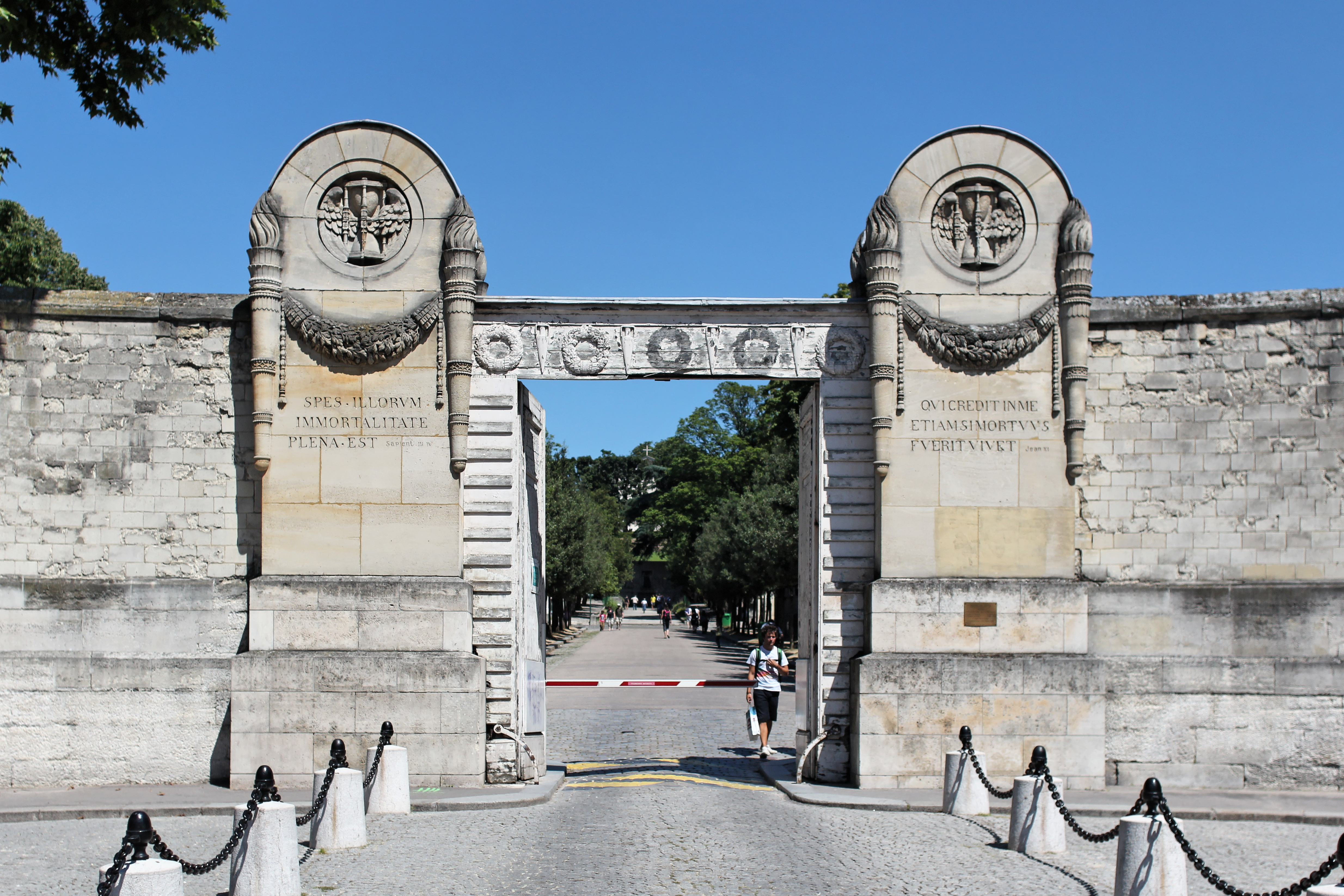
Lối vào nghĩa trang

Nghĩa trang Père-Lachaise (tiếng Pháp: Cimetière du Père-Lachaise) là nghĩa trang lớn nhất của thành phố Paris, Pháp và là một trong những nghĩa trang nổi tiếng nhất thế giới. Nằm tại quận 20, nghĩa trang Père-Lachaise là một trong những địa điểm thu hút nhiều khách du lịch nhất tại Paris, mỗi năm hàng trăm ngàn lượt người đã đến đây để được thăm viếng những ngôi mộ nổi tiếng đã có từ 200 năm qua.

## Lịch sử
Nghĩa trang Père-Lachaise nằm trên một trong bảy ngọn đồi cổ ở Paris. Thời kỳ Trung cổ, ngọn đồi có tên Champ-l'Evêque (vùng đất của Giám mục) vì nó thuộc về Tổng Giám mục Paris. Từ thế kỉ 12, vùng đất này thường được gọi là Mont-aux-Vignes (đồi nho) do người ta trồng nho ở đây. Năm 1430, một thương gia giàu có tên là Régnault de Wandonne đã mua lại mảnh đất này để xây dựng một folie - một ngôi biệt thự cực kì sang trọng (xuất phát từ danh từ folie trong tiếng Pháp có nghĩa là điên khùng, chi tiêu vô độ).

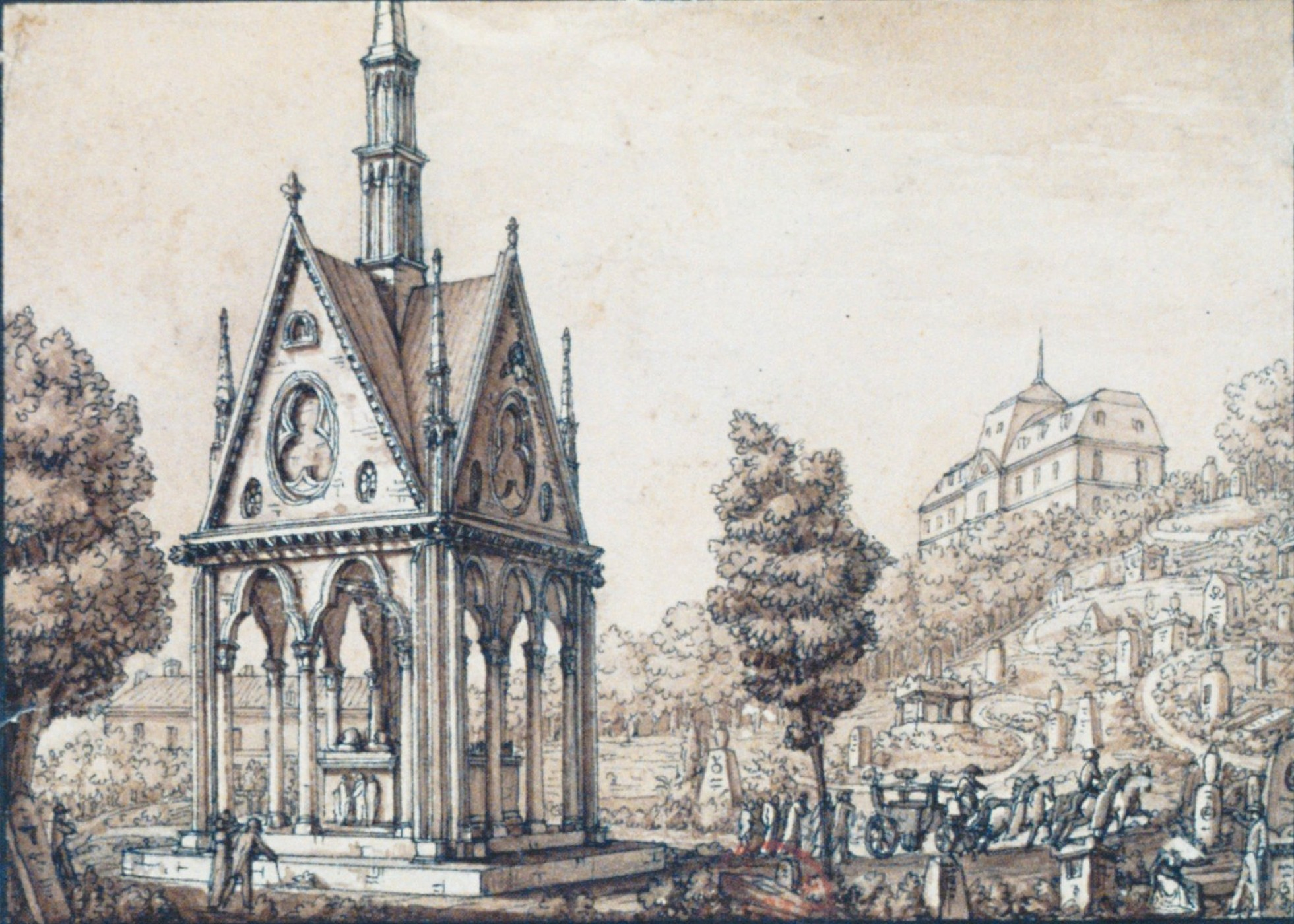
Nghĩa trang vào đầu thế kỉ 19

Hai thế kỉ sau đó, những linh mục Dòng Tên đã mua lại ngôi biệt thự và mảnh đất để làm nơi nghỉ ngơi và dưỡng bệnh. Biệt thự đã từng là nơi nghỉ ngơi trong vài tiếng đồng hồ của vua Louis XIV, vì vậy ngọn đồi được đổi tên thành Mont-Louis (đồi vua Louis). Tuy vậy người ta thường biết đến ngọn đồi vì đây là nơi ở từ năm 1675 đến khi mất năm 1709 của linh mục François d'Aix de La Chaise (1624-1709), thường được gọi là le Père La Chaise (Cha La Chaise), giáo sĩ nghe xưng tội của vua Louis XIV, người đã tác động đến vua Louis XIV giúp hạn chế việc đàn áp những người theo Giáo lý Jansen (jansénisme).
Bá tước de la Chaise, em trai của linh mục Lachaise, đã tổ chức nhiều buổi lễ hội trên vùng đất này để phô trương sự giàu có. Nhưng đến năm 1762, giáo hội Dòng Tên đã phải nhượng lại quả đồi để trả nợ cho Giám mục Jacy. Theo năm tháng, những khu vườn trên đồi bị bỏ hoang không ai chăm sóc, vì vậy ngày 9 tháng Thông gió năm XI (tức là ngày 28 tháng 2 năm 1803), những người thừa kế đã một lần nữa bán lại quả đồi cho Nicolas Frochot, tỉnh trưởng tỉnh Seine (Préfet de la Seine) để đổi lấy 180.000 franc.
Ngày 1 tháng 12 năm 1780, nghĩa trang Những người vô tội (cimetière des Innocents) được lệnh đóng cửa theo luật cấm nghĩa trang trong nội đô Paris năm 1786 để bảo vệ sức khỏe người dân. Thành phố Paris bắt đầu lâm vào tình trạng thiếu nơi chôn cất, vì vậy để giải quyết quyền chôn cất cho những người không theo đạo, những người bị rút phép thông công, các diễn viên kịch và những người nghèo, Napoléon Bonaparte, lúc này là Quan tổng tài Pháp đã ra sắc lệnh: 
"chaque citoyen a le droit d'être enterré quelle que soit sa race ou sa religion" - "Mỗi công dân đều có quyền được chôn cất bất kể nguồn gốc hay tôn giáo"
Từ đầu thế kỉ 19, một loạt nghĩa trang mới đã được thành lập tại ngoại vi Paris, đó là Nghĩa trang Montmartre ở phía bắc, Nghĩa trang Montparnasse ở phía nam, Nghĩa trang Passy ở phía tây và Nghĩa trang Đông. Chính quyền tỉnh Paris quyết định chuyển đổi 17,58 hécta (17.580 mét vuông) đất của đồi Mont-Louis thành Nghĩa trang Đông. Việc thiết kế nghĩa trang được giao cho kiến trúc sư theo trường phái tân cổ điển (néo-classique) Alexandre Théodore Brongniart vào năm 1803. Với cương vị Tổng giám sát các công trình công cộng của tỉnh Seine (département de la Seine) và thành phố Paris (ville de Paris), Brongniart đã lần đầu tiên thiết kế khu vườn của nghĩa trang theo kiểu Anh, với những lối đi không đều và rất nhiều loại cây bao quanh những khu mộ được điêu khắc cẩn thận.
Ngày 1 tháng Đồng cỏ năm XII (tức ngày 21 tháng 5 năm 1804), nghĩa trang được chính thức khai trương bằng buổi lễ chôn cất một bé gái 5 tuổi tên là Adélaïde Paillard de Villeneuve, con gái của một người đánh chuông ở Faubourg Saint-Antoine.

## Phát triển

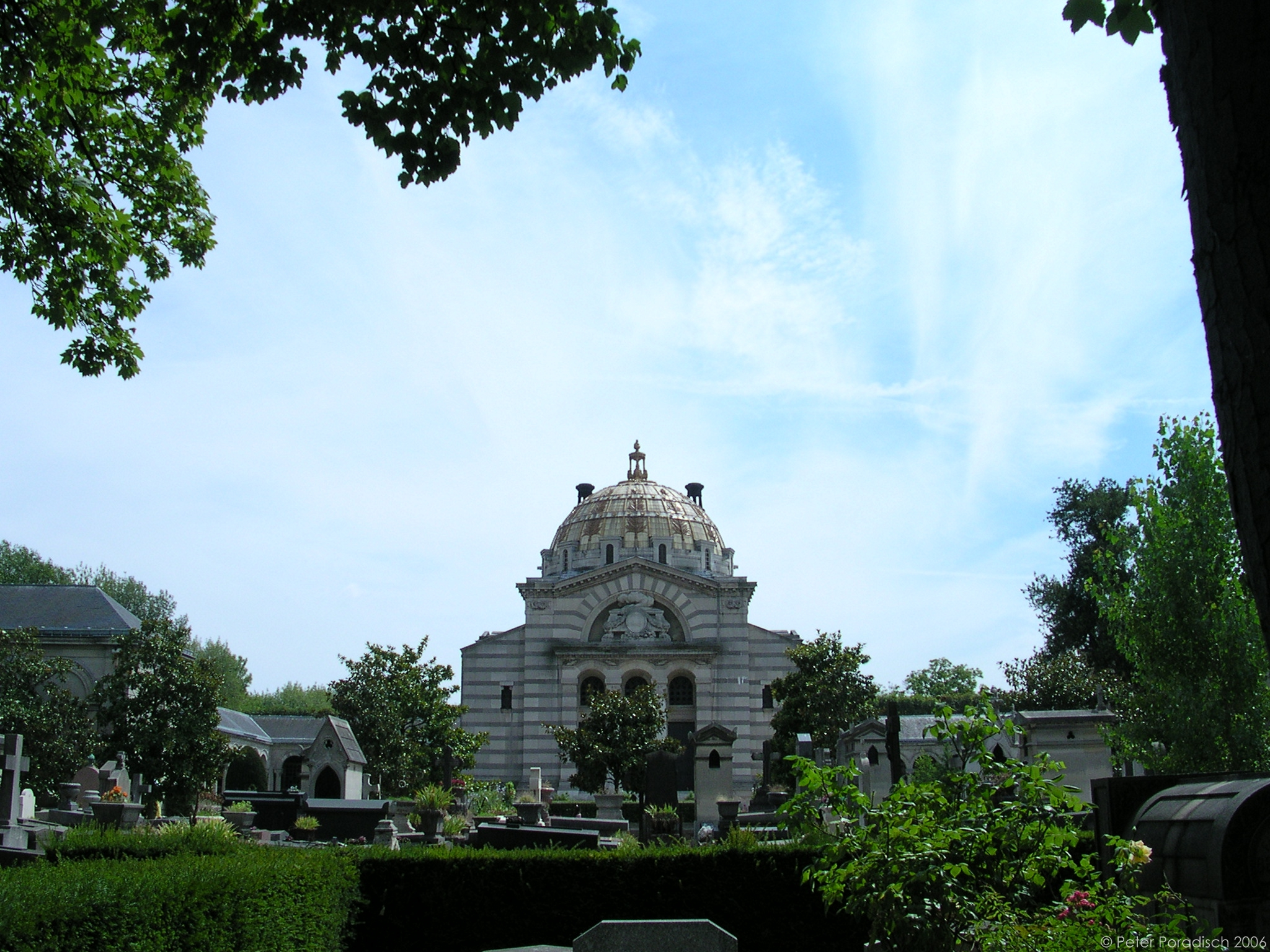
Nghĩa trang Père-Lachaise ngày nay, phía xa là nhà hỏa táng

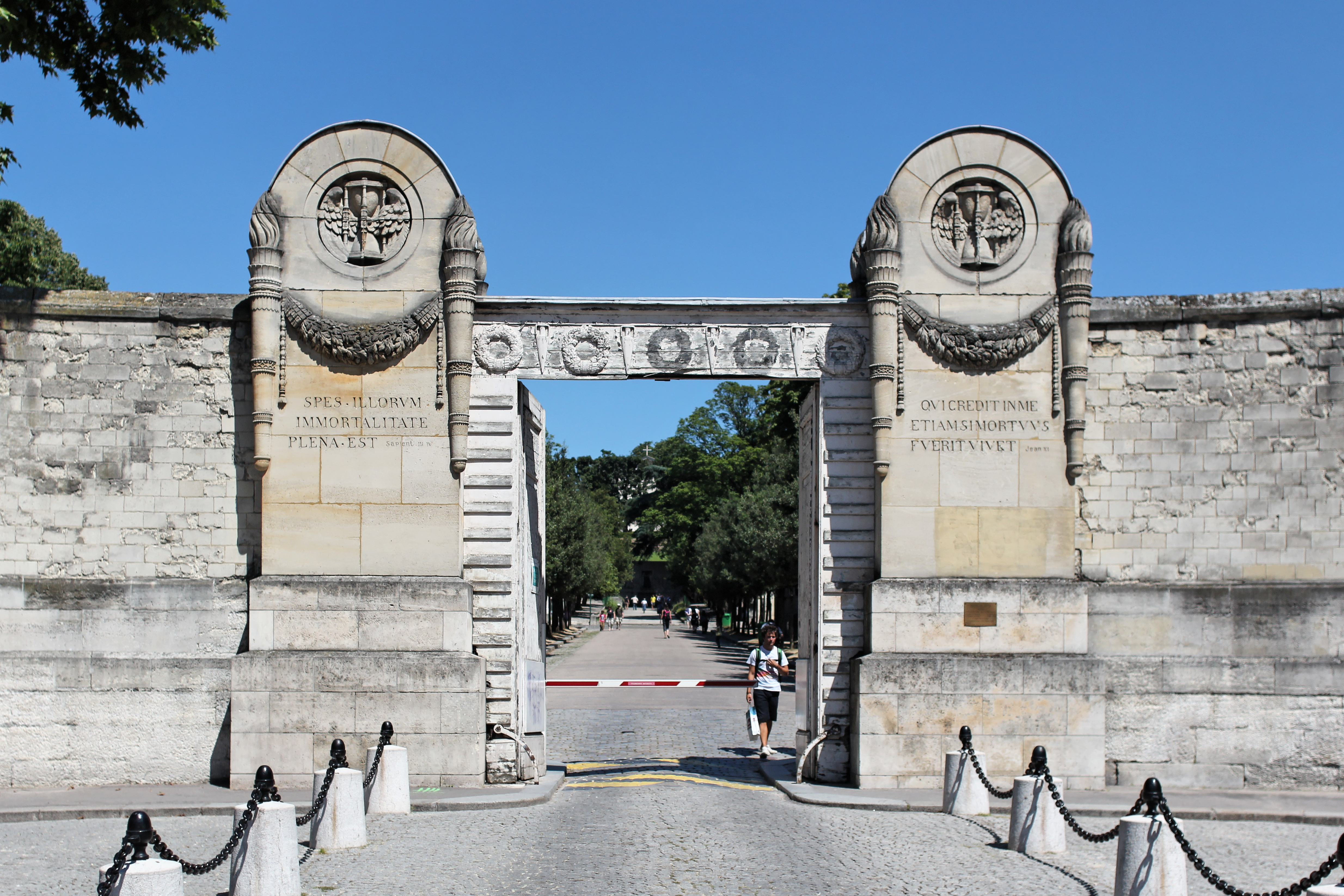
Một trong các cổng vào của nghĩa trang

Ban đầu nghĩa trang được thiết kế làm nơi chôn cất cho những người dân Paris ở một trong bốn quận ở bờ phải sông Seine (các quận 5, 6, 7 và 8 của Paris thời đó) trong các huyệt chung (fosse commune) hoặc các mảnh đất được nhượng vĩnh viễn (concession perpétuelle). Tuy vậy Père-Lachaise ít được người dân Paris chú ý vì họ chán ngấy cảnh phải làm lễ mai táng trên các quả đồi xa Paris, hơn thế lại còn trong một khu phố nghèo. Trong năm 1804, Nghĩa trang Père-Lachaise chỉ có 13 ngôi mộ, các năm sau cũng không khá hơn với 44 ngôi mộ năm 1805, 49 năm 1806, 62 năm 1807 và mãi đến năm 1812 cũng chỉ có 833 ngôi mộ.
Vì vậy những người quản lý đã lập ra một kế hoạch quảng bá cho nghĩa trang bằng cách khuếch trương sự kiện di chuyển mộ của La Fontaine và Molière về Père-Lachaise năm 1804. Năm 1817, người ta lại một lần nữa quảng cáo cho nghĩa trang bằng việc di chuyển hài cốt của Pierre Abélard và Héloïse. Chiến lược quảng bá này đã đem lại hiệu quả khi người dân Paris bắt đầu tranh nhau giành quyền chôn cất tại Père-Lachaise bên cạnh những người nổi tiếng. Các ghi chép cho thấy, chỉ trong vòng vài năm, nghĩa trang đã phát triển từ con số vài chục năm 1804 lên tới hơn 33.000 ngôi mộ năm 1830. Trong thời kì này, Père-Lachaise đã năm lần được mở rộng vào các năm 1824, 1829, 1832, 1842 và 1850 với diện tích tăng từ 17 hécta ban đầu lên gần 44 hécta (43.930 mét vuông) với 70.000 ngôi mộ. Cho đến đầu thế kỉ 21, đã có hơn 1000.000 người được chôn cất tại Père-Lachaise, và còn nhiều người hơn nữa được cất giữ tro hỏa táng của họ ở nhà để tro của Père-Lachaise.
Nghĩa trang Père-Lachaise thực sự là một bảo tàng các tác phẩm điêu khắc giá trị thế kỉ 19 của các tác giả nổi tiếng như Hector Guimard, Charles Garnier, Louis Visconti hay Barris. Nhà nguyện, cổng chính ở đại lộ Ménilmontant là tác phẩm của kiến trúc sư Étienne-Hippolyte Godde vào các năm 1823 và 1825. David d'Angers là người thiết kế phần lớn các đài tưởng niệm ở Khu thống chế (Quartier des Maréchaux d'Empire). Mãi đến cuối thế kỉ 19, năm 1894, nhà để tro (columbarium) và nơi hỏa táng (crématorium) trong nghĩa trang mới bắt đầu được xây dựng theo phong cách tân-byzantin (néo-byzantin) do Jean-Camille Formigé thiết kế.
Bức tường Công xã (Mur des Fédérés) nổi tiếng cũng nằm trong phạm vi nghĩa trang Père-Lachaise ở phía nam. Đó là nơi 147 chiến sĩ Công xã Paris, những chiến sĩ tự vệ cuối cùng của khu Belleville, bị bắn chết vào ngày Chủ nhật, 28 tháng 5 năm 1871, ngày cuối cùng của "Tuần lễ đẫm máu" (Semaine Sanglante) và đánh dấu chấm hết cho sự tồn tại của Công xã Paris. Vì ý nghĩa đặc biệt của bức tường này, Père-Lachaise đã trở thành nghĩa trang được lựa chọn để chôn cất phần lớn các nhà lãnh đạo cánh tả của Pháp và là nơi làm lễ kỉ niệm hàng năm của những người cánh tả với số lượng lên từ vài trăm đến vài nghìn người (cá biệt năm 1936 có tới 600.000 người tham gia lễ kỉ niệm), các buổi lễ này được tổ chức bởi lãnh đạo của các đảng cánh tả và các tổ chức cánh tả khác.

## Tổ chức

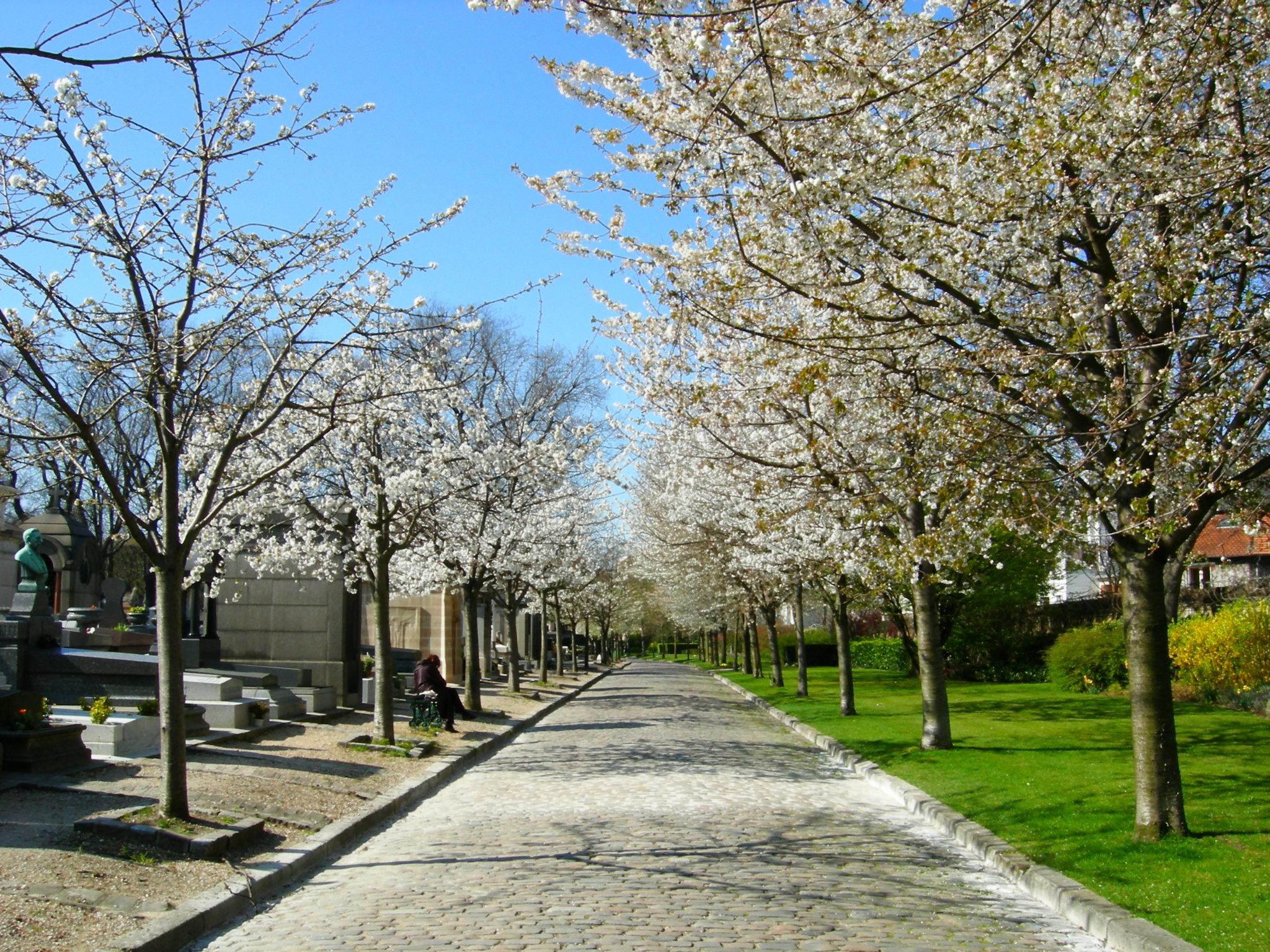
Đường bao quanh (Avenue Circulaire) trong nghĩa trang vào mùa xuân

Nghĩa trang Père-Lachaise được thiết kế với chủ ý kiêm luôn chức năng của một công viên cho Paris. Hiện nay đây có thể coi là một trong những khu vực cây xanh rộng và đẹp nhất của thủ đô với diện tích trên 44 hécta và 5.300 cây xanh, nhiều nhất là cây thích, cây tần bì, cây trắc bách diệp và cây dẻ. Ngoài ra, đây cũng có thể coi là thiên đường của các loại chim, mèo hoang và thằn lằn. Ngày 1 tháng 4 năm 1986, nghĩa trang đã trở thành vườn bảo tồn (jardin du souvenir) của Paris và cho đến nay vẫn là khu vực cây xanh duy nhất của thủ đô nước Pháp có danh hiệu này.
Hiện nay các ngôi mộ trong Nghĩa trang Père-Lachaise được chia thành 97 khu (division) khác nhau, trong đó riêng khu 87 là nhà để tro (columbarium) và nơi hỏa táng (crématorium). Ở trung tâm nghĩa trang, nằm ở khu 55 đối diện với cổng chính ở đại lộ Ménilmontant là một nhà thờ nhỏ (chapelle) và đài tưởng niệm những người đã khuất (monument aux morts). Ngoài ra còn có một số đài tưởng niệm khác:
- Đài tưởng niệm tháng 6 năm 1848 (monument juin 1848) nằm ở khu 6.
- Đài tưởng niệm chiến tranh 1870 (monument guerre 1870) nằm ở khu 54 và 72.
- Một loạt đài tưởng niệm các nạn nhân trại tập trung Đức Quốc xã (monuments aux déportés) nằm ở khu 97, đối diện với Bức tường Công xã. Khu 97 cũng là khu gần như dành riêng để chôn cất các chiến sĩ tình nguyện Pháp trong Nội chiến Tây Ban Nha, chiến sĩ kháng chiến Pháp trong Chiến tranh thế giới thứ hai và các nhà hoạt động cánh tả của Pháp.

Ngoài khu 97 dành riêng cho các chiến sĩ kháng chiến và đảng viên Đảng Cộng sản Pháp, khu 28, 29, 38 và 39 có thể được coi là khu thống chế khi rất nhiều mộ của các thống chế, đặc biệt là các thống chế nổi tiếng dưới thời Napoléon được chôn ở đây như "thống chế thép" Louis Nicolas Davout (khu 28), thống chế Joachim Murat (khu 39), "người dũng cảm nhất" (le Brave des Braves) Michel Ney (khu 29),...

## Những ngôi mộ nổi tiếng

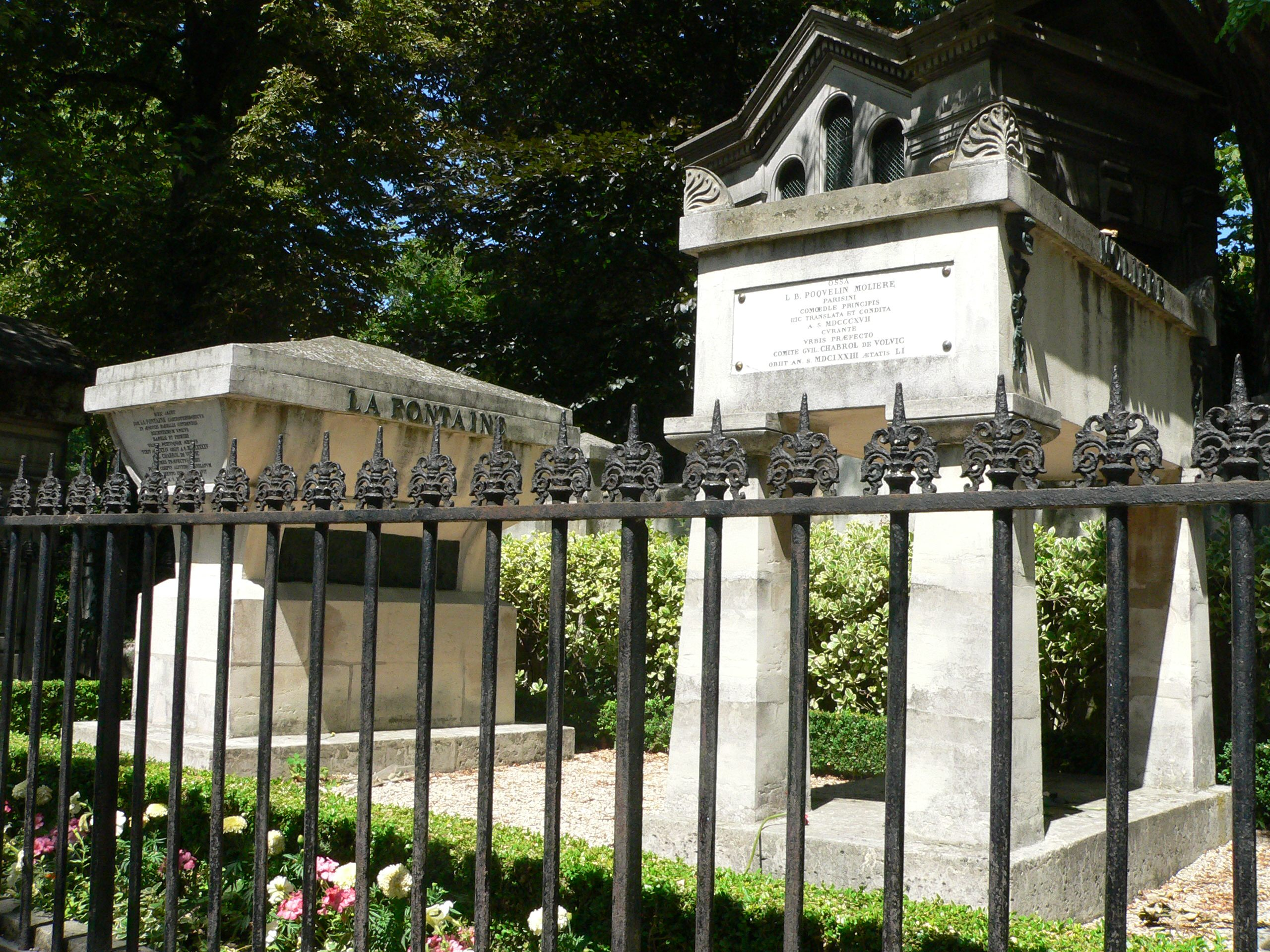
Hai ngôi mộ của Jean de La Fontaine và Molière đã nằm cạnh nhau từ ngày thành lập nghĩa trang

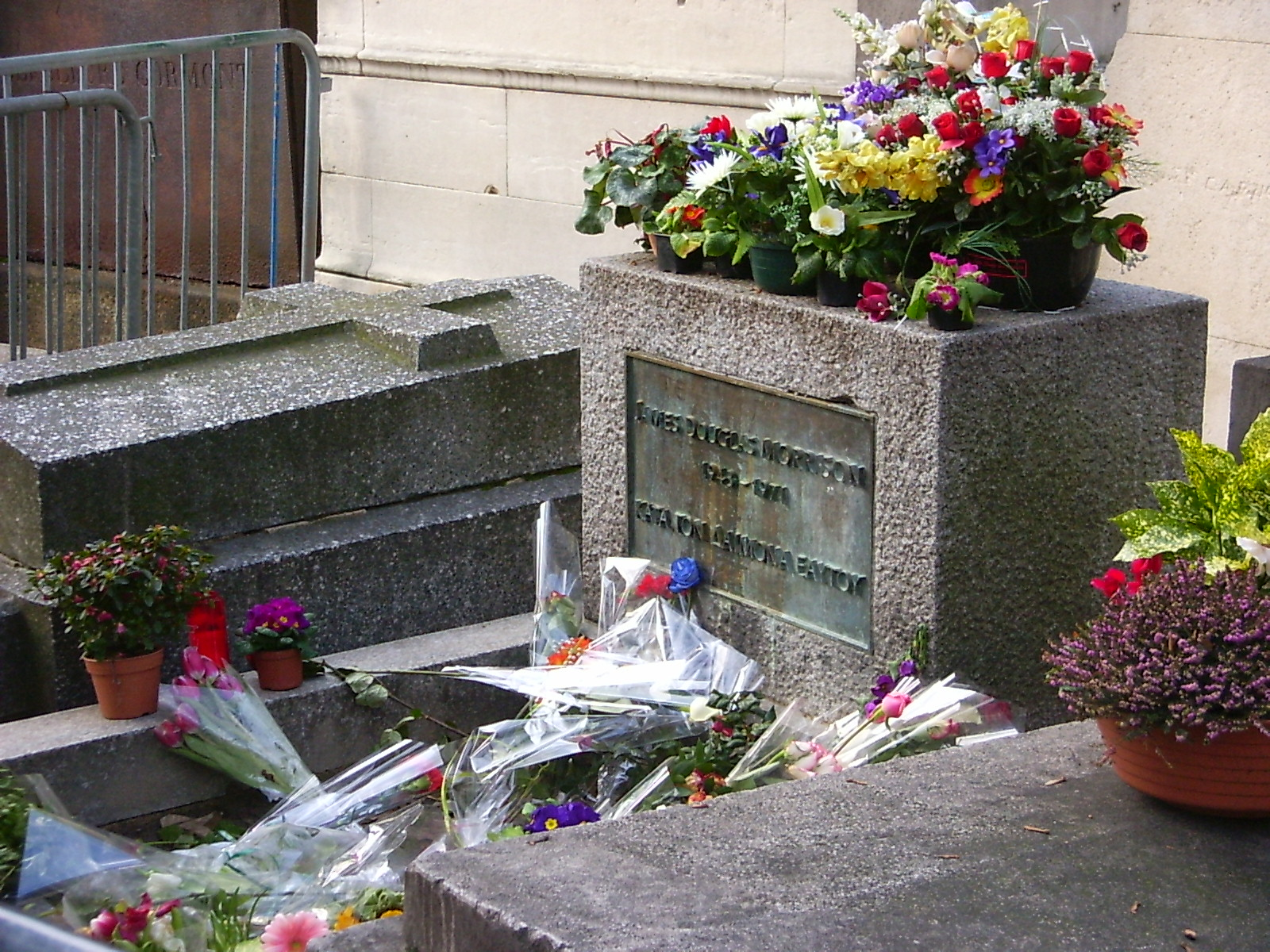
Ngôi mộ của Jim Morrison, một trong những ngôi mộ được thăm viếng nhiều nhất ở Père-Lachaise

- Guillaume Apollinaire (1880-1918), thi sĩ
- Honoré de Balzac (1799-1850), nhà văn, ông được chôn cất cùng nữ bá tước Ewelina Hańska, người tình lâu năm của Balzac, hai người cưới nhau chỉ 5 tháng trước khi Balzac qua đời.
- Fulgence Marie Auguste Bienvenüe (1852-1936), người khai sinh hệ thống tàu điện ngầm Paris.
- Georges Bizet (1838-1875), nhạc sĩ viết nhạc cổ điển, tác giả vở nhạc kịch Carmen nổi tiếng.
- Maria Callas (1923-1977), ca sĩ opéra người Hy Lạp, di hài của bà đã được hỏa táng và thả xuống Biển Égée, ngôi mộ ở Père-Lachaise chỉ là mộ giả
- Frédéric Chopin (1810-1849), nhà soạn nhạc vĩ đại người Ba Lan, ông được chôn cất tại Père-Lachaise theo đúng ý nguyện trước khi mất. Trái tim của Chopin sau này đã được chuyển về Ba Lan và được đặt trong Nhà thờ Thánh giá ở Warszawa.
- Paul Éluard (1895-1952), thi sĩ, đảng viên Đảng Cộng sản Pháp. Mộ của Éluard được đặt cạnh mộ của bí thư Đảng cộng sản Pháp là Maurice Thorez (1900-1964).
- Félix Faure (1841-1899), tổng thống Cộng hòa Pháp, chết đột ngột khi còn đang trong nhiệm kì. Ngôi mộ của Faure được trang trí bằng một bức tượng được điêu khắc theo đúng dáng nằm của ông khi mất.
- Jean de La Fontaine (1621-1695), thi sĩ nổi tiếng, tác giả của ngụ ngôn La Fontaine. Mộ của La Fontaine khá đơn giản so với các ngôi mộ khác và được đặt cạnh mộ của Molière (1622-1673), nhà soạn kịch nổi tiếng cùng thời. Di hài của hai người được chuyển về Nghĩa trang Père-Lachaise cùng một đợt và là hai trong số những ngôi mộ đầu tiên tại nghĩa trang này.
- Joseph Fourier (1768-1830), nhà toán học và vật lý.
- Jim Morrison (1943-1971), ca sĩ chính của ban nhạc The Doors, đây là ngôi mộ thu hút nhiều khách tham quan nhất trong khu vực nghĩa trang mặc dù nó nằm ở vị trí khá khuất và bị bao quanh bởi nhiều ngôi mộ lớn khác.
- Jean Moulin (1899-1943), nhà lãnh đạo phong trào kháng chiến trong Chiến tranh thế giới thứ hai. Hài cốt của ông đã được chuyển vào Điện Panthéon Paris ngày 19 tháng 12 năm 1964.
- Sully Prudhomme (1839-1907), nhà văn, người đầu tiên được trao Giải Nobel Văn học.
- Claude Henri de Saint-Simon (1760-1828), nhà kinh tế học, một trong những người khai sinh ra kinh tế học hiện đại. Tuy vậy mộ của Saint-Simon trông rất cũ kĩ và có vẻ ít được quan tâm nếu so với những ngôi mộ của người nổi tiếng khác.
- Oscar Wilde (1854-1900), nhà văn và nhà biên kịch người Ireland. Ngôi mộ của Wilde có in dấu rất nhiều vết môi của những người hâm mộ nhà văn này.

## Hình ảnh

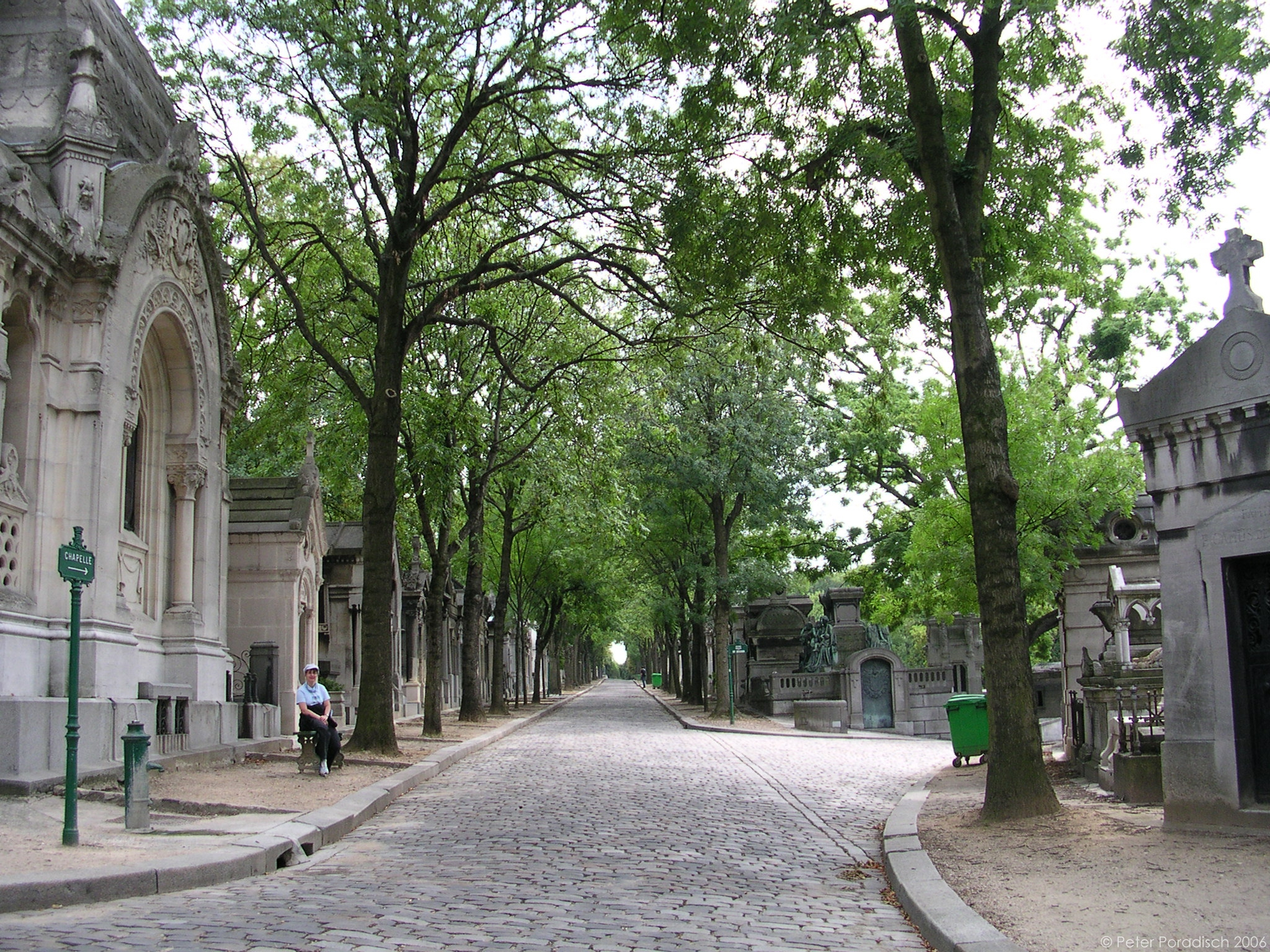
Đường nhà thờ (Avenue de la Chapelle)
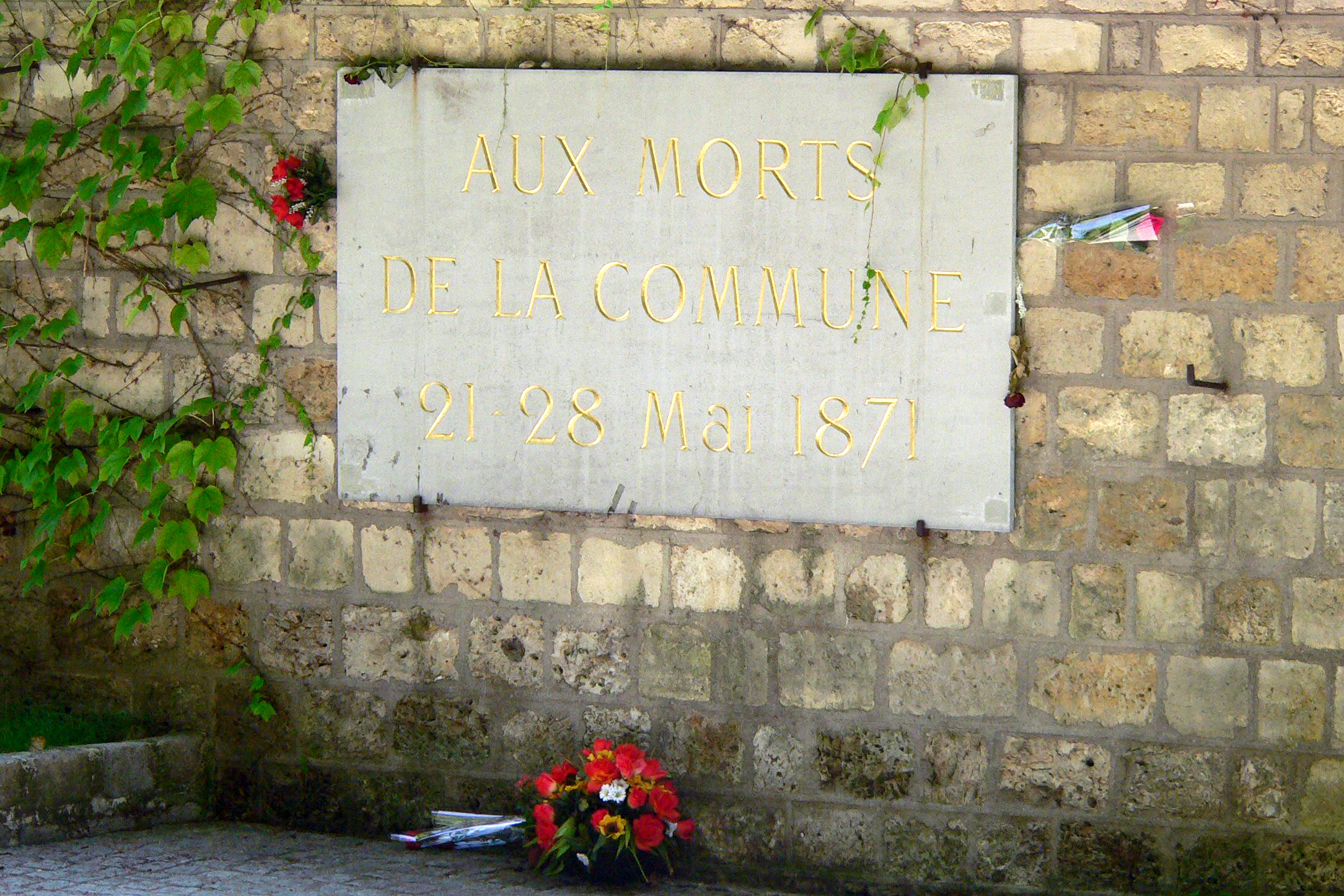
Bức tường Công xã (Mur des Fédérés)
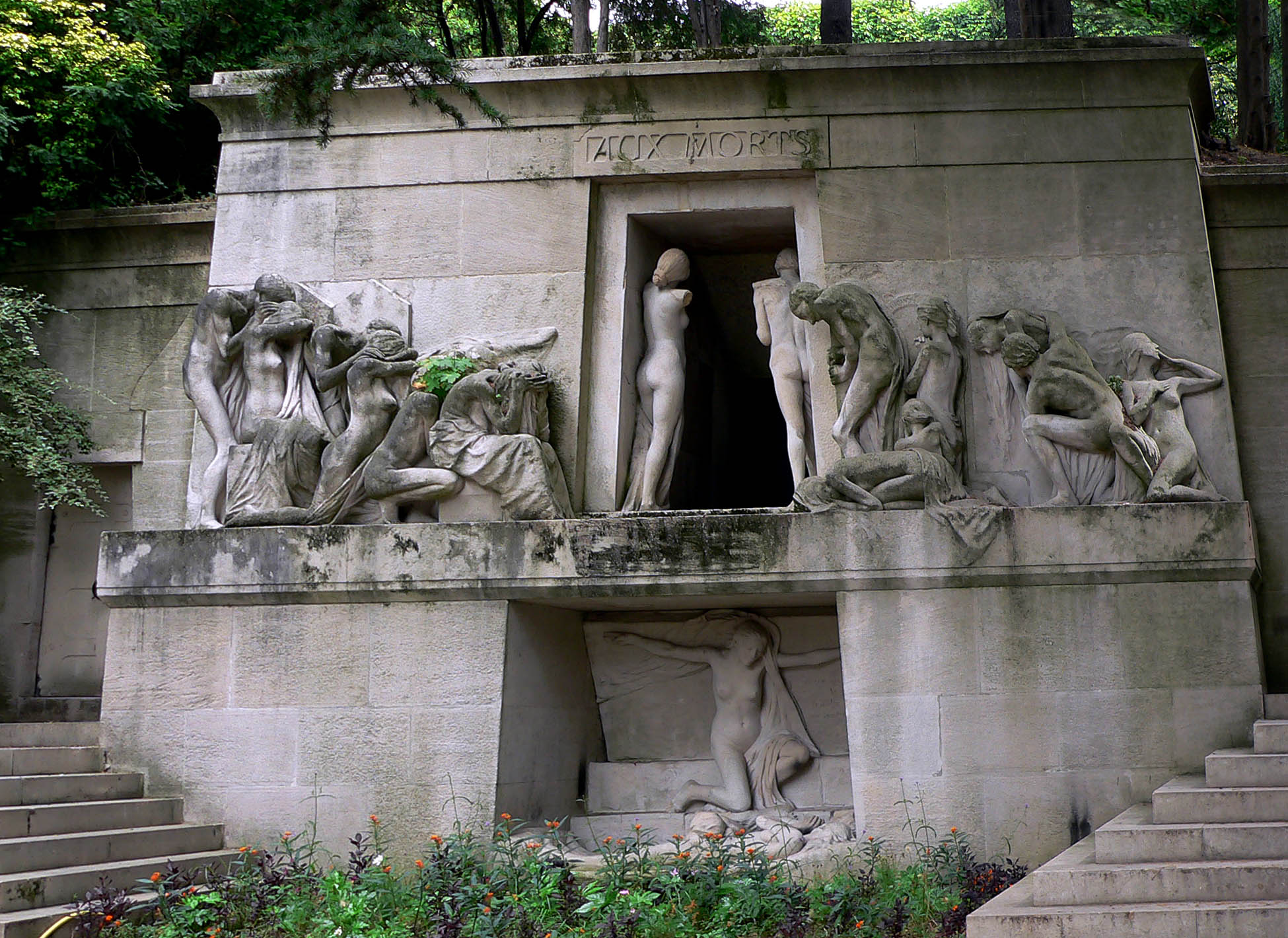
Đài tưởng niệm những người đã khuất (Monument aux Mortes)
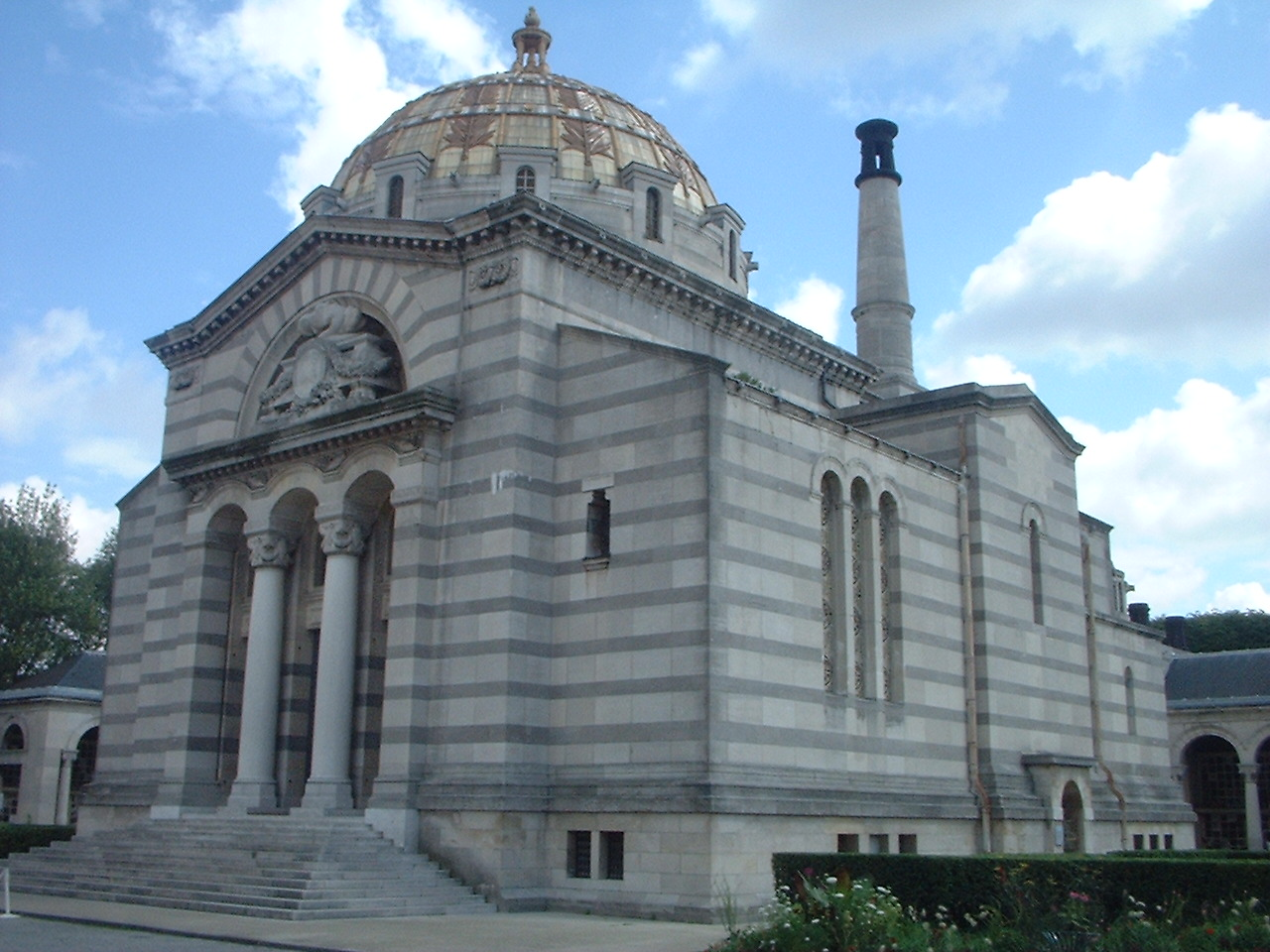
Nhà hỏa táng (Crématorium)
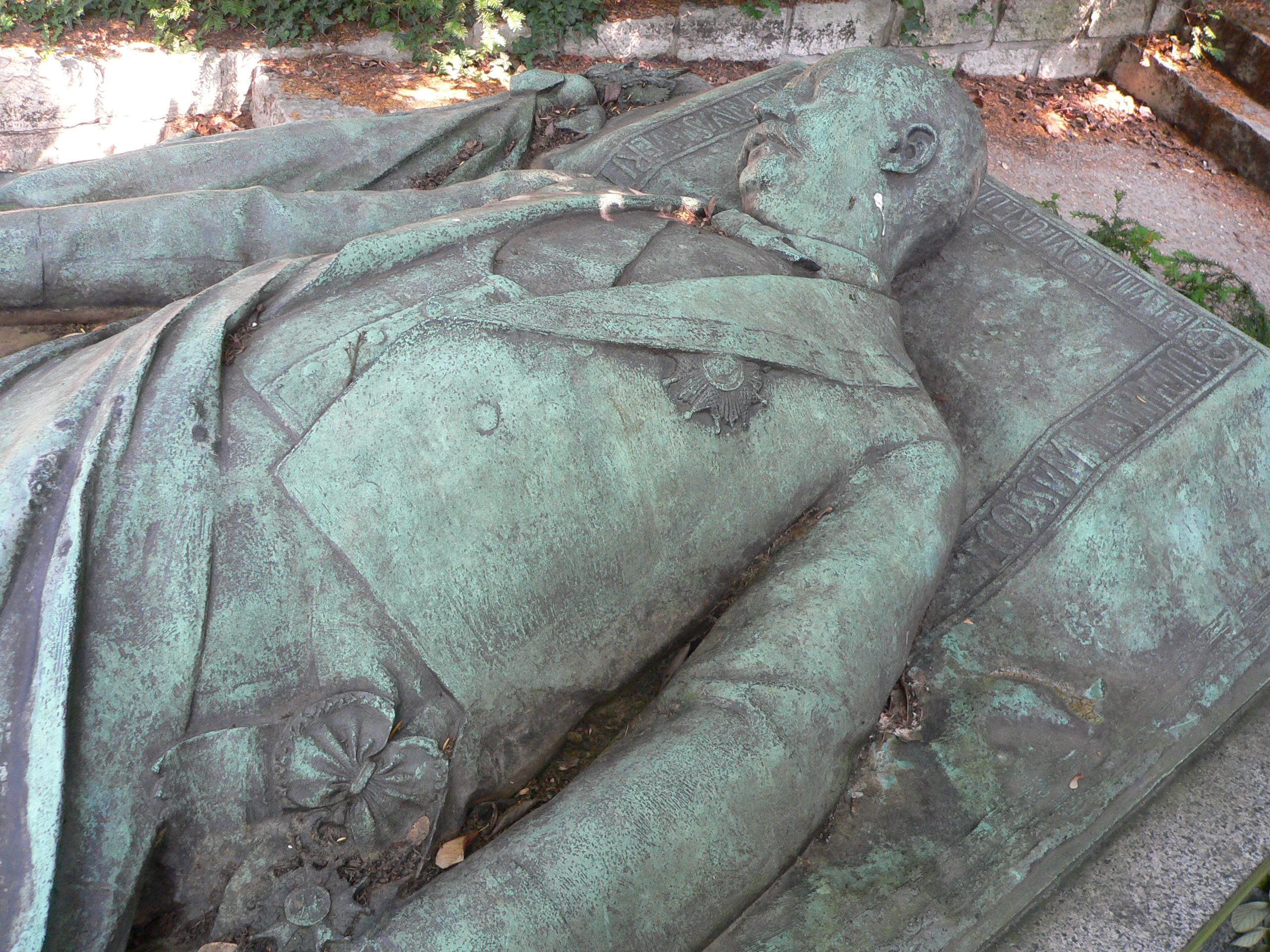
Mộ tổng thống Pháp Félix Faure
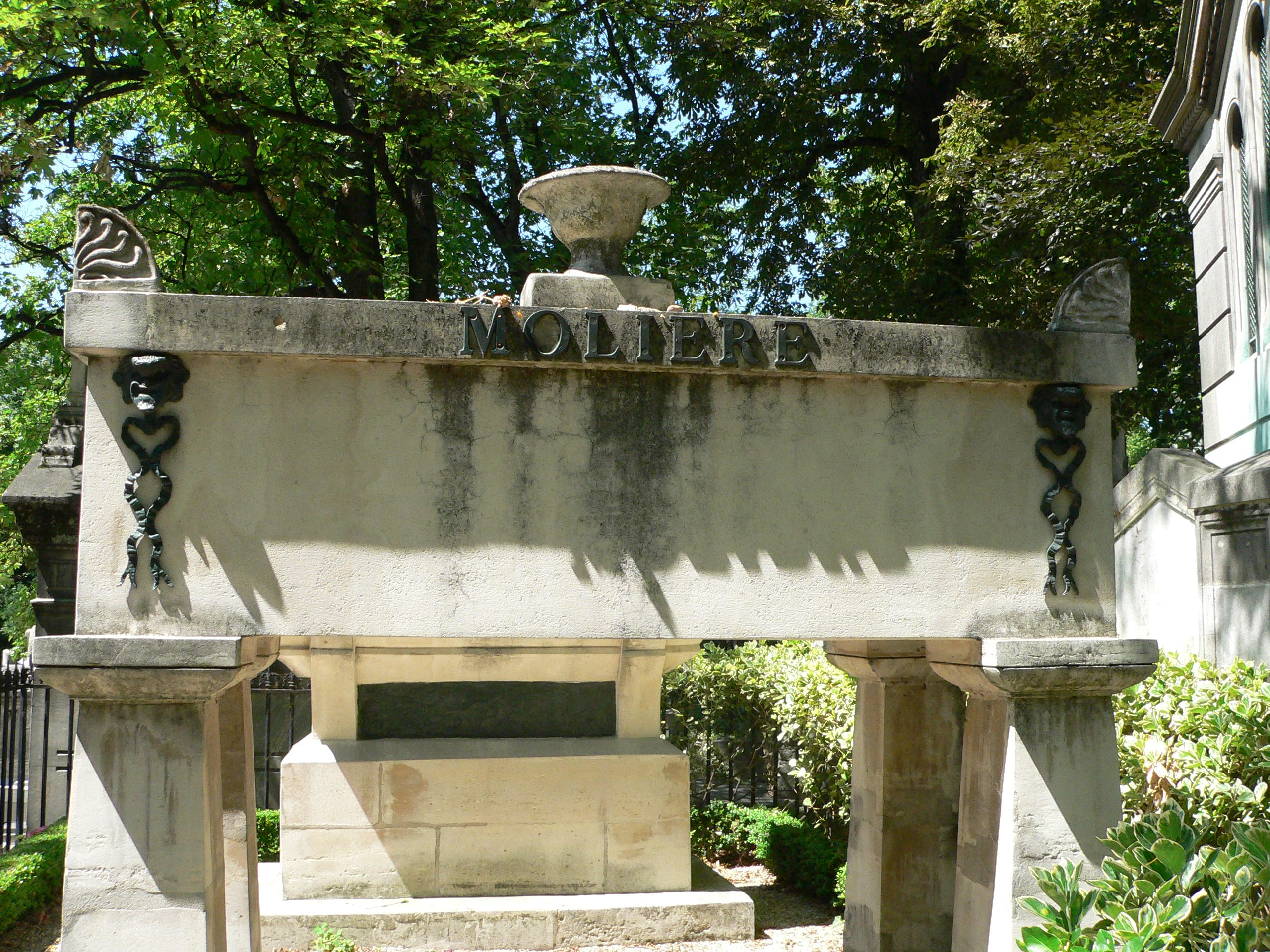
Mộ nhà soạn kịch Molière
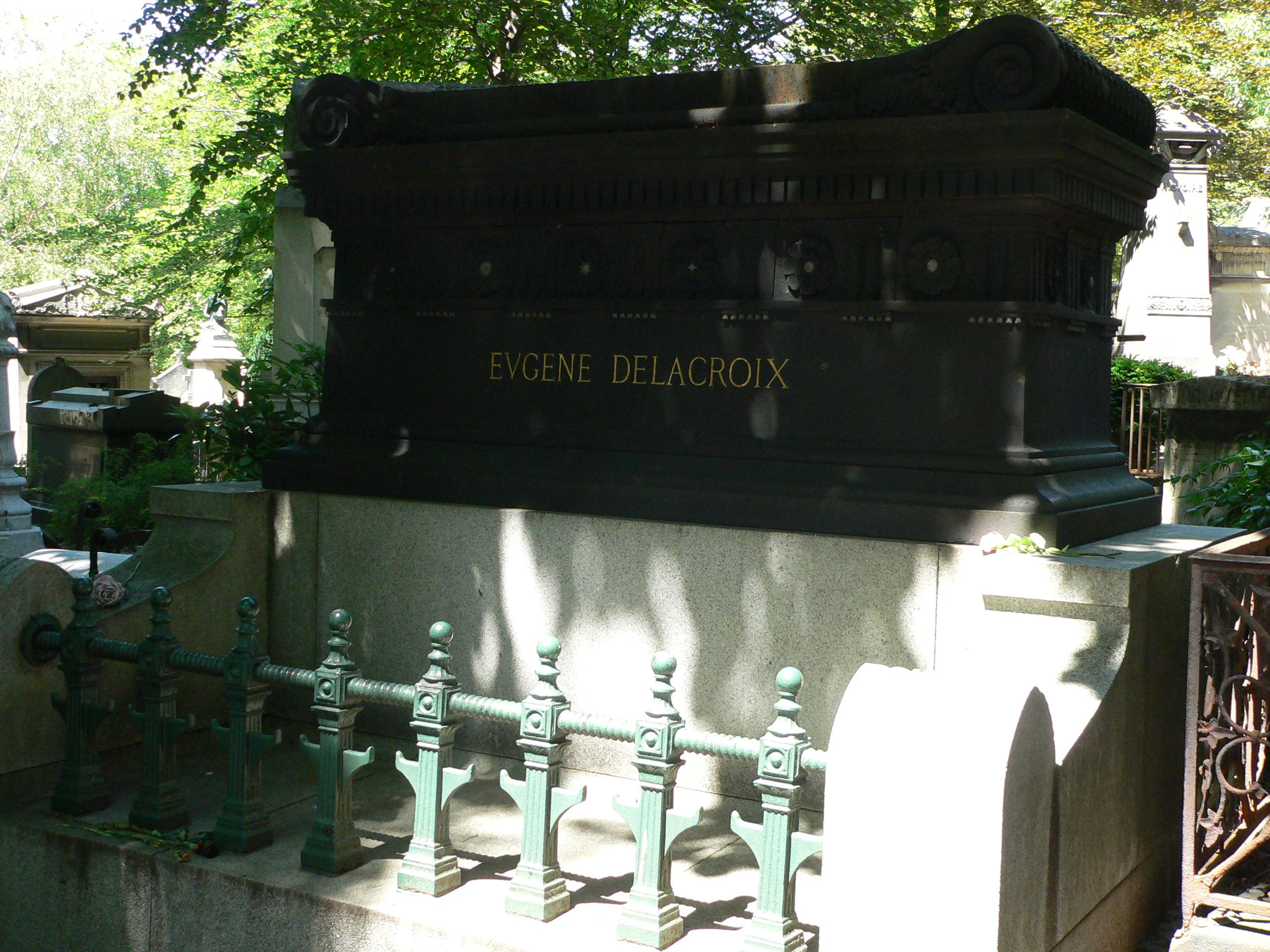
Mộ họa sĩ Eugène Delacroix